# Бульвар Сен-Жозеф (Монреаль)

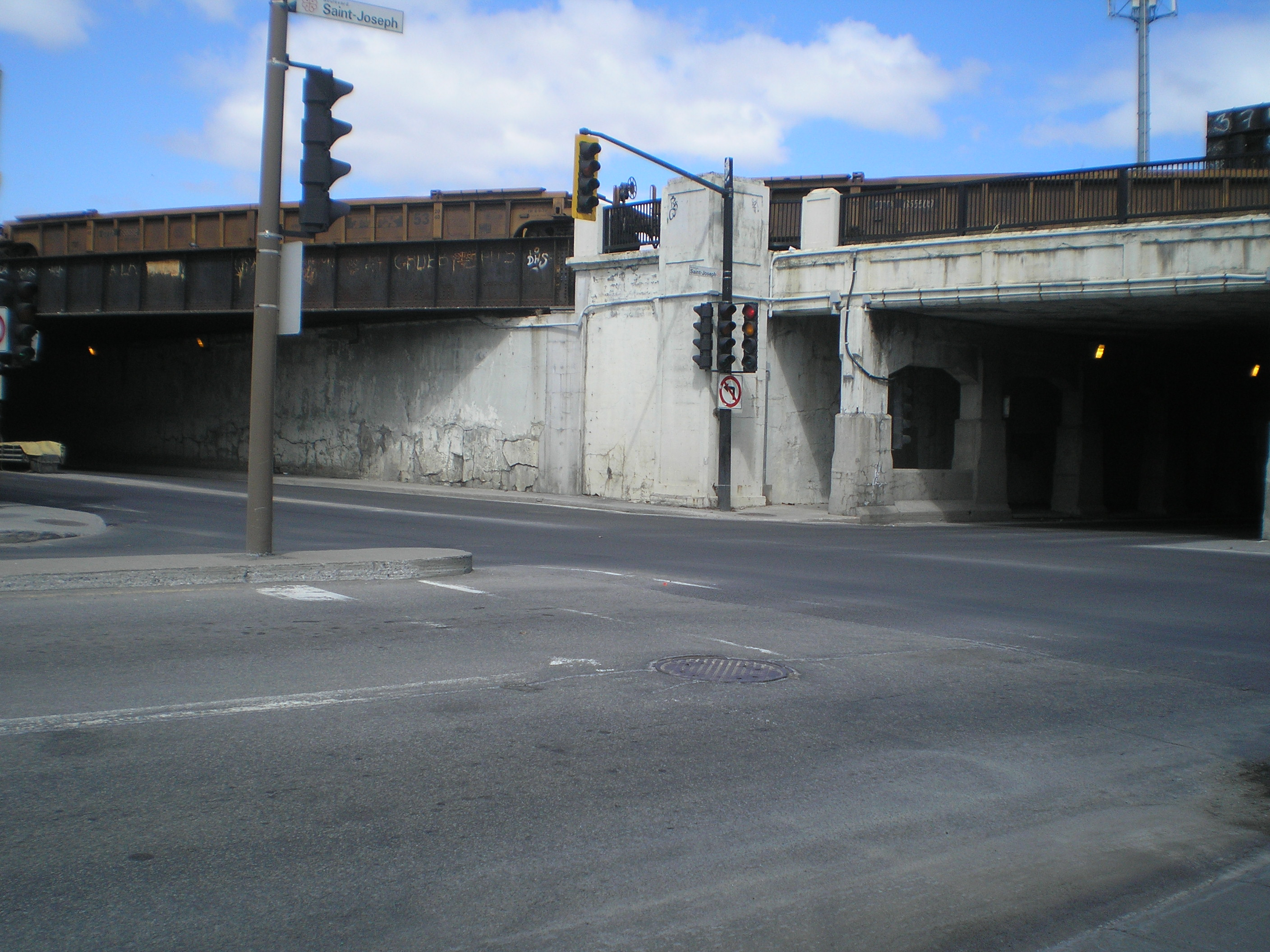
«Туннель смерти» — перекрёсток улицы д’Ибервиль и бульвара Сен-Жозеф с проходящими над ними железнодорожными путями.

Бульвар Сен-Жозеф, фр. boulevard Saint-Joseph — крупный бульвар, расположенный к востоку от горы Мон-Руаяль в г. Монреаль, Квебек, Канада. Район — преимущественно жилой, однако улица, тем не менее, представляет крупную транспортную артерию, идущую с востока на запад.
Проходит через городские районы Плато-Мон-Рояль и Розмон-Ла-Птит-Патри. Её пересечение с улицей Ибервиль печально известно как Туннель смерти.

Перекрёсток бульваров Сен-Лоран и Сен-Жозеф